# Stipe Jurić
Stipe Jurić (ur. 19 listopada 1998 w Tomislavgradzie) – bośniacki piłkarz występujący na pozycji napastnika w rumuńskim klubie Cluj.
W latach 2021–2024 grał w polskim klubie ŁKS Łódź oraz w Oțelul Gałacz.  .